# Dino Đulbić
Dino Đjulbić (Doboj, 1983. február 16. –) bosnyák-ausztrál labdarúgó, az ausztrál élvonalbeli Perth Glory hátvédje.

## Pályafutása

### A válogatottban
Bosznia-Hercegovinában született, de 16 évesen Németországon keresztül Ausztráliába emigrált, ahol később ausztrál állampolgárságot kapott. A 2013-as EAFF Kelet-ázsiai Kupa selejtező mérkőzésein mutatkozott be az ausztrál válogatottban, amikor pályára lépett Guam és Tajvan ellen.

## Sikerei, díjai
South Melbourne
- Victorian Premier League: 2006

Perth Glory
- Ausztrál bajnokság: 2018–19